# Michael Pilgrim
Michael Pilgrim (* 1947) ist ein Politiker von Saint Lucia.
Pilgrim diente ab dem 17. Januar 1982 als kommissarischer Premierminister des Landes nach dem Rücktritt von Winston Francis Cenac. Nach weniger als vier Monaten trat Pilgrim am 3. Mai 1982 für John Compton, den Führer der United Workers’ Party, zurück.
Pilgrim war Mitglied der Labor Progressive Party, einer kurzlebigen, pro kubanischen sozialistischen Partei.
| Personendaten    | Personendaten          |
| ---------------- | ---------------------- |
| NAME             | Pilgrim, Michael       |
| KURZBESCHREIBUNG | lucianischer Politiker |
| GEBURTSDATUM     | 1947                   |